# Washington (Illinois)
Washington és una població dels Estats Units a l'estat d'Illinois. Segons el cens del 2000 tenia 10.841 habitants.

## Demografia
Segons el cens del 2000, Washington tenia 10.841 habitants, 4.189 habitatges, i 3.091 famílies. La densitat de població era de 559,6 habitants/km².
Dels 4.189 habitatges en un 35,3% hi vivien nens de menys de 18 anys, en un 63,8% hi vivien parelles casades, en un 7,7% dones solteres, i en un 26,2% no eren unitats familiars. En el 22,5% dels habitatges hi vivien persones soles el 8,5% de les quals corresponia a persones de 65 anys o més que vivien soles. El nombre mitjà de persones vivint en cada habitatge era de 2,56 i el nombre mitjà de persones que vivien en cada família era de 3,02.
Per edats la població es repartia de la següent manera: un 26% tenia menys de 18 anys, un 7,9% entre 18 i 24, un 29,7% entre 25 i 44, un 23,3% de 45 a 60 i un 13% 65 anys o més.
L'edat mediana era de 37 anys. Per cada 100 dones de 18 o més anys hi havia 90,5 homes.
La renda mediana per habitatge era de 52.210 $ i la renda mediana per família de 61.184 $. Els homes tenien una renda mediana de 44.896 $ mentre que les dones 26.035 $. La renda per capita de la població era de 24.231 $. Aproximadament el 2,8% de les famílies i el 4,1% de la població estaven per davall del llindar de pobresa.

## Poblacions més properes
El següent diagrama mostra les poblacions més properes.